# Liste der Arbeitsminister von Brandenburg
Liste der Arbeitsminister von Brandenburg.

## Arbeitsminister Brandenburg (seit 1990)
| Name                          | Amtsantritt                        | Kabinett              | Partei    |
| ----------------------------- | ---------------------------------- | --------------------- | --------- |
| Regine Hildebrandt            | 1. November 1990 11. November 1994 | Stolpe I Stolpe II    | SPD       |
| Alwin Ziel                    | 13. Oktober 1999 26. Juni 2002     | Stolpe III Platzeck I | SPD       |
| Günter Baaske                 | 14. August 2002                    | Platzeck I            | SPD       |
| Dagmar Ziegler                | 19. September 2004                 | Platzeck II           | SPD       |
| Günter Baaske                 | 6. November 2009 28. August 2013   | Platzeck III Woidke I | SPD       |
| Diana Golze                   | 5. November 2014                   | Woidke II             | Die Linke |
| Stefan Ludwig (kommissarisch) | 28. August 2018                    | Woidke II             | Die Linke |
| Susanna Karawanskij           | 19. September 2018                 | Woidke II             | Die Linke |
| Jörg Steinbach                | 20. November 2019                  | Woidke III            | SPD       |
| Daniel Keller                 | 11. Dezember 2024                  | Woidke IV             | SPD       |